# Eibesbrunn
Eibesbrunn ist eine Ortschaft und eine Katastralgemeinde der Gemeinde Großebersdorf im Bezirk Mistelbach in Niederösterreich. Die Ortschaft hat 322 Einwohner (Stand 1. Jänner 2024). Bis Ende 1970 war Eibesbrunn eine eigenständige Gemeinde.

## Geografie
Das Dorf liegt östlich von Großebersdorf an der Landesstraße L 12, die im Ort die ehemalige Brünner Straße kreuzt. Die Häusergruppe Eibesbrunn-Bahnhof im Südwesten von Eibesbrunn zählt bereits zur Ortschaft Großebersdorf.

## Geschichte
Laut Adressbuch von Österreich waren im Jahr 1938 in der Ortsgemeinde Eibesbrunn ein Bäcker, ein Gastwirt, zwei Gemischtwarenhändler, eine Milchgenossenschaft, ein Schmied, ein Schneider, ein Schuster, ein Tischler, ein Wagner, ein Weinhändler und mehrere Landwirte ansässig.
Mit 1. Jänner 1971 wurden im Zuge der Niederösterreichischen Kommunalstrukturverbesserung die bis dahin selbständigen Gemeinden Eibesbrunn und Putzing nach Hollenburg eingemeindet.
Im Februar 2007 erfolgte bei Eibesbrunn der Spatenstich für den Bau der Nord Autobahn.

## Sehenswürdigkeiten
- Filialkirche Eibesbrunn, 1814 erbaut und 1966 durch Erwin Plevan erweitert